# Mamouka Khazaradze
Mamouka Khazaradze (en géorgien : მამუკა ხაზარაძე), né le 19 décembre 1966 à Tbilissi, est un entrepreneur et homme politique géorgien.
Il est le fondateur de l'entreprise TBC, la plus grande banque et assurance de Géorgie. Il se lance en politique en créant le parti politique Lelo pour la Géorgie en 2019, un an avant les élections législatives de 2020 et siège comme membre du Parlement de Géorgie jusqu'en 2021.

## Biographie

### Jeunesse et études
Khazaradze est né le 29 décembre 1966 à Tbilissi en Union soviétique, en actuelle Géorgie. Il étudie à l'université polytechnique de Tbilissi dont il y sort diplômé en 1988. Il part ensuite étudier aux États-Unis et devient diplômé de la Harvard Business School en 2000.

### Groupe TBC
En 1992, Khazaradze fonde avec Badri Japaridze le Tbilissi Business Centre, avec un investissement de départ de 500 $, le solde minimal pour créer sa banque dans les années 1990. La banque se développe rapidement dans le pays et rentre à la Bourse de Londres en juin 2014 en cotant 40 % de ses actions pour un total de 256 millions de dollars, estimant l'entreprise à 640 millions de dollars. En 2017, l'entreprise rentre au FTSE 250.

### 2019: entrée en politique
En décembre 2019, Khazaradze fonde, avec Badri Japaridze, son propre parti politique : Lelo pour la Géorgie. Ce parti se place au centre de l'échiquier politique géorgien, prônant une doctrine libérale. Il gagne sa place au Parlement de Géorgie après les élections législatives de 2020 et y siège pendant 1 an de 2020 à 2021, date à laquelle il démissionne après l'appel de Mikheil Saakachvili à protester face au gouvernement.

## Poursuites judiciaires et répression

### Accusations de blanchiment d'argent
Pau après l'annonce de la création du mouvement politique Lelo pour la Géorgie, une accusation est déposée contre Khazaradze et Japaridze, alléguant leur implication dans un blanchiment d'argent. En 2022, le tribunal de Tbilissi déclare Khazaradze et Japaridze coupables de fraude et les condamne à sept ans de prison. Cependant, ils n'ont pas été emprisonnés, car le délai de prescription avait expiré au moment du procès.
Dans le cadre d'un concours ouvert par Transparency International Georgia, une experte internationale indépendante, Pauline David, conclut qu'il n'y avait « aucune base pour prouver que les fondateurs de la banque TBC, Khazaradze et Japaridze, ont commis des actes de blanchiment d'argent »
Peu de temps après, le décision du tribunal est estimée inconstitutionnelle par des avocats géorgiens, car il n'y avait jamais eu d'enquête sur la fraude et aucune procédure régulière n'avait été respectée à cet égard.
Le parti ALDE, Amnesty International et la majorité des ONG géorgiennes réputées ont tous observé une possible motivation politique derrière le procès. Comme l'indique le rapport 2020 du Département d'État des États-Unis : « Dans une interview accordée en mars 2019 à Imedi TV, la présidente du parti Rêve géorgien, Bidzina Ivanichvili, a accusé Khazaradze d'avoir dirigé une attaque contre le gouvernement. Les accusations portées en juillet 2019 par le bureau du procureur général sont survenues quelques semaines seulement après l'annonce par Khazaradze de la création d'un mouvement civil ». Le parti ALDE au sein de l'Union européenne note dans sa résolution d'urgence que l'affaire judiciaire et la décision provisoire étaient « un exemple clair de justice politisée »
En 2023, Khazaradze annonce son intention de porter l'affaire devant la Cour européenne des droits de l'homme à Strasbourg afin d'obtenir un jugement.

### Arrestation et emprisonnement en 2025
Dans le cadre des manifestations post-électorales de 2024-2025, Mamouka Khazaradze est arrêté et condamné le 23 juin 2025 à 8 mois de prison et 2 ans d'interdiction d'occuper une fonction publique. Il est accusé d'avoir refusé de témoigner devant une commission d'enquête politique visant l'opposition et le Mouvement national uni. Sa condamnation s'inscrit dans une intensification de la répression par le régime du Rêve géorgien des forces d'opposition.

## Distinctions
Il reçoit du président Mikheil Saakachvili l'ordre présidentiel de l'Excellence en 2010. En 2014, il reçoit le prix d'entrepreneur de l'année par le groupe EY, une haute distinction d'un concours se tenant dans plus de 60 pays.